# شهرداری پریلپ
شهرداری پریلپ (به لاتین: Prilep Municipality) یک منطقهٔ مسکونی است که در مقدونیه شمالی واقع شده‌است. شهرداری پریلپ ۱٬۱۹۴٫۴۴ کیلومتر مربع مساحت و ۷۶٬۷۶۸ نفر جمعیت دارد.